# Puerto Rico (Spiel)
Puerto Rico ist ein Strategie-Brettspiel für 2 bis 5 Spieler vom Spieleautor Andreas Seyfarth, welches 2002 beim Ravensburger-Spieleverlag-Label alea erschien. 2014 wurde das Spiel mit neuem Design und zwei Erweiterungsmodulen von Ravensburger neu aufgelegt. Das Spielthema ist die wirtschaftliche Erschließung einer Karibikinsel. Die Spieler legen Plantagen an, bauen Gebäude, produzieren Güter, verkaufen und verschiffen diese.
Neben dem gewonnenen Deutschen Spiele Preis wurde Puerto Rico von März 2006 bis August 2008 und wieder von Februar bis Dezember 2010 auf Platz 1 aller Spiele auf BoardGameGeek geführt. Aktuell (Stand März 2025) ist das Spiel auf Platz 48 von über 28.000 mit einer Wertung gelisteter Spiele.
Nach Verlagsangaben wurden bis 2011 weltweit über 250.000 Spiele verkauft.

## Spielmaterial
| Spielmaterial Puerto Rico |
| --- |
| - 1 Gebäudeplan - 5 Spielpläne - 49 Gebäudeplättchen - 58 Plantagenplättchen - 50 Warensteine in fünf Farben (Holz) - 100 Kolonistensteine (Holz) - 54 Gelddublonen (Einer und Fünfer) - 50 Siegpunktechips (Einer und Fünfer) - 8 Rollenkarten - eine Gouverneurkarte - 5 Transportschiffekarten - eine Handelshauskarte - eine Kolonieschiffkarte - 12-seitige Spielregeln |

Puerto Rico ist mit zahlreichem Zubehör ausgestattet, darunter insbesondere Holzspielsteine und Pappkärtchen.

## Hintergrundgeschichte
Das Spiel versetzt die Spieler in die Karibik, auf Puerto Rico, die östlichste Insel der Großen Antillen. Nachdem Christoph Kolumbus die Insel 1493 entdeckt hat, erlebt die Insel ein halbes Jahrhundert lang ihren ersten wirtschaftlichen Aufschwung. Jeder Spieler übernimmt nun verschiedene Rollen, er baut seine Stadt San Juan aus, holt Kolonisten auf die Insel, legt Plantagen an zur Produktion von Mais, Indigo, Zucker, Tabak und Kaffee, verkauft und verschifft schließlich die produzierten Waren in die alte Welt.

## Spielablauf
Jeder Spieler hat einen eigenen Spielplan, auf dem man Plantagen und Gebäude errichten kann. Plantagen produzieren zusammen mit Produktionsgebäuden Rohstoffe. Weitere Gebäude können dem Spieler verschiedene Vorteile bringen. Das verwendete Spielmaterial variiert mit der Spieleranzahl.
Das Spiel läuft in mehreren Runden ab. In jeder Runde wechselt der Startspieler, dieser darf sich als Erster eine der folgenden Aktionen aussuchen, die dann alle Spieler nacheinander ausführen (ausgenommen der Goldsucher). Dabei hat der aktive Spieler immer einen Vorteil (er bekommt zum Beispiel mehr Geld beim Verkaufen).
- Der Baumeister erlaubt es, für Gelddublonen ein Gebäude zu bauen.
- Mit dem Siedler darf man sich eine neue Plantage aus der Auslage von zufällig aufgedeckten Plantagen nehmen.
- Der Bürgermeister bringt neue Kolonisten ins Spiel. Nur besetzte Plantagen produzieren, und nur wenn ein Gebäude besetzt ist, kann man dessen Vorteil nutzen.
- Durch den Aufseher kommen die Waren ins Spiel. Jede Plantage mit zugehörigem Produktionsgebäude produziert eine Ware, wenn sowohl die Plantage als auch das Produktionsgebäude durch einen Kolonisten besetzt ist.
- Durch den Händler kann man Waren für Geld verkaufen. Er nimmt bis zu vier Waren entgegen, aber keine zwei gleichen Waren.
- Der Kapitän zwingt alle Spieler dazu, die Schiffe zu beladen. Dabei muss immer eine Warensorte komplett verladen werden, jedes Schiff kann aber nur eine Warensorte aufnehmen und hat eine begrenzte Kapazität. Für jede Ware erhält man einen Siegpunkt, nicht verladene Waren können verloren gehen.
- Der Goldsucher bringt nur dem aktiven Spieler eine Gelddublone.

Von den ausliegenden Aktionen werden, da es immer mehr als Mitspieler gibt, einige nicht gewählt. Auf diese kommt am Ende der Runde je eine Gelddublone, damit sie in den folgenden Runden attraktiver sind. Das Spiel endet, wenn nicht mehr genügend Kolonisten auf das Schiff gelegt werden können, alle Siegpunkte verteilt wurden oder ein Spieler seine Stadt mit zwölf Gebäuden voll gebaut hat. Sieger ist, wer am Ende des Spiels die meisten Siegpunkte besitzt.
Die Gebäude erlauben den Spielern Vorteile bei Aktionen, so kann zum Beispiel mit einer Werft bei der Kapitänsaktion ein eigenes Schiff genutzt werden. Da es von (fast) allen Gebäudetypen nur eine begrenzte Anzahl gibt, beeinflussen diese die Strategie erheblich.
Puerto Rico ist ein taktisches Handels- und Aufbauspiel, bei dem es, bis auf die zur Auswahl stehenden Plantagen, keine Zufallskomponente gibt.
In jeder Runde hat man das Problem, dass man gerne mehrere der Aktionen wählen möchte, um seine Plantagen weiter voranzubringen. Es bedarf also einer vorausschauenden Planung, um seine Plantage richtig aufzubauen und seine Waren richtig zu verkaufen. Doch trotz aller Planung kommt es durch die Aktionswahl der Mitspieler immer wieder zu Überraschungen, was einen zum Umdenken seiner Strategie nötigt.

## Erweiterungen und Varianten

### Variante für zwei Spieler
Auch wenn das Spiel laut Anleitung erst ab drei Spielern spielbar ist, existiert eine offizielle Spielanleitung des Verlags, welche das Spiel auch für zwei Spieler spielbar macht. Bei der Ausarbeitung der Regeln wurde Wert darauf gelegt, dass für die Zwei-Spieler-Variante kein neues Spielmaterial notwendig ist, die ursprünglichen Regeln weitgehend beibehalten werden und die Umstellung nicht zu gravierend ausfällt. Die Änderungen bestehen hauptsächlich aus einer Anpassung des verwendeten Spielmaterials, so werden viele Spielsteine und Karten einfach vor dem Spiel beiseitegelegt.

### Neue Gebäude
Der Ravensburger Spieleverlag bietet auf der alea-Webseite für das Spiel eine dreiseitige Anleitung und Grafiken neuer Gebäude an. Die insgesamt vierzehn neuen Gebäude bieten dem Spieler noch mehr strategische Möglichkeiten. Die neuen Gebäude wurden zeitweise auch in der Print-Ausgabe der spielbox als Beilage beigelegt. Im Jahr 2002 verloste alea im Rahmen eines Wettbewerbs unter allen Einsendern von Gebäudevorschlägen fünf vom Autor handsignierte Spiele. Des Weiteren ist es möglich, mithilfe des Gebäude-Generators von alea, eigene violette Gebäude zu kreieren. Nachdem man den gewünschten Namen, Kosten, Siegpunkte und Beschreibung eingegeben hat, erstellt dieser im PDF-Format eine ausdruckbare Grafik des Gebäudes.

### alea Schatzkiste
Der Ravensburger Spieleverlag veröffentlichte 2009 im Rahmen der alea Schatzkiste eine umfangreiche Erweiterung für Puerto Rico. Als Erweiterung I: Die neuen Gebäude sind die in der Zeitschrift spielbox veröffentlichten Gebäudeplättchen, nun in gedruckter Form, sowie acht völlig neue Gebäudetypen enthalten. Zudem kamen unter dem Titel Erweiterung II: Die Adligen weitere Personentypen ins Spiel.

### Jubiläumsedition
Zur Essener Spielemesse Internationale Spieltage 2011 ist eine limitierte Sonderedition anlässlich des zehnjährigen Jubiläums des Brettspiels erschienen. Diese enthält neben überarbeitetem, hochwertigerem Spielmaterial (Münzen aus Metall, größere Kolonisten und Warensteine, kräftigere Pappe) auch die beiden Erweiterungen Die neuen Gebäude und Die Adligen sowie die Regeln zur Variante für zwei Spieler.

### San Juan
Ein thematisch ähnliches und in Gestaltung und einzelnen Mechanismen an Puerto Rico angelehntes Spiel ist das 2004 erschienene Kartenspiel San Juan. Es stammt ebenfalls von Andreas Seyfarth und ist weniger komplex als Puerto Rico.

## Entwicklung
Puerto Rico wurde der Öffentlichkeit erstmals 2001 bei den Internationalen Spieltagen als Prototyp vorgestellt, bevor es ein Jahr später auf den Markt kam. Die Spielentwicklung dauerte, verglichen mit anderen Brettspielen, aufgrund der hohen Komplexität des Spiels sehr lange, und „allein die Tests von Puerto Rico haben vermutlich mehr Zeit verschlungen als die gesamte Entwicklung von Royal Turf mit allem Drum und Dran.“ Die Grafiken stammen von Franz Vohwinkel, welcher schon mehr als 200 verschiedene Brett- und Kartenspiele illustriert hat. Auch für den Kartenspielableger San Juan erstellte er die Grafiken.

## Kritik
Neben den zahlreichen Auszeichnungen und den immer wieder guten Platzierungen bei bedeutenden Spielerumfragen schnitt Puerto Rico auch in vielen unabhängigen Online-Spielerezensionen sehr gut ab.
Kritisiert wird stellenweise die „mangelnde Interaktion der Spieler“. So sei es oftmals schwer, einen führenden Spieler noch vom Sieg abzuhalten.
Der Autor selbst sieht Puerto Rico in Hinblick auf die Gestaltung als sein bestes Spiel, spieltechnisch bevorzugt er aber das kürzer dauernde Kartenspiel San Juan.
Sam Desatoff schrieb bei Vice: „Es kommt einem respektlos vor, daß Seyfarth das Thema Sklaverei so komplett übergangen hat.  Indem er den Sklavenhandel im Spielverlauf verwendet, ohne die menschlichen Kosten anzuerkennen (und ohne die Bezeichnung ‘Sklaverei’ direkt zu verwenden), indem er die Institution der Sklaverei als reines Werkzeug benutzt, werden die wahren Kosten der wirtschaftlichen Maschinerie des Spieles ignoriert.  Es scheint fast so, als adoptiere das Spiel auf unkritische Weise die Einstellung der Sklaventreiber, ohne irgendwelche Selbstreflektioin.  Dies hat die Wirkung, die Spielerinnen und Spieler, die sich für ein Puerto-Ricospiel um den Tisch herum versammelt haben, zu unwissentlichen moralischen Mitläuferinnen und Mitläufern bei den Schrecken menschlicher Knechtung zu machen.“ (Originalzitat: “It feels disrespectful for Seyfarth to disregard slavery so completely. By using slavery as a gameplay mechanic without acknowledging the human cost of it (or even using its name directly), by rendering the institution to a mere tool, the true costs of running your economic engine are ignored. It almost seems to uncritically adopt the slavers' mindset, without any self-awareness. The effect is to make players gathered around a table for a game of Puerto Rico into unwitting moral accomplices in the horrors of human servitude.”)
Jarrah E. Hodge von Bitch Media meint: „‘Puerto Rico’ ist ein bereinigtes Spiel, ohne jegliche Bezugnahme auf die Ausbeutung von afrikanischen Sklaven auf Plantagen oder auf die einheimische Taino-Bevölkerung der Insel, die von den spanischen Kolonisten praktisch gänzlich ausgerottet wurden.“ (Originalzitat:“Puerto Rico is sanitized of all references to the exploitation of African slaves on plantations, or the indigenous Taino inhabitants of the island, who were virtually wiped out by the Spanish colonists.”)
Die Lancaster Board Gaming and Roleplay Shop rezensierte das Spiel:  “…die Sklaverei war ein wesentliches Bestandteil der spanischen Kolonien und ist die Basis, auf der sie aufbauten; so zu tun, als wäre dies nie geschehen, wie es dieses Spiel tut, ist gefährlich und bereinigt die Geschichte.  Die Menschen, die mit Gewalt aus ihrer Heimat herausgerissen wurden, mögen vielleicht Kolonisten im weitesten Sinne gewesen sein, in der Hinsicht, daß es ohne sie die Kolonie schlichtweg nicht gegeben hätte und daß sie das Fundament waren, auf dem die Kolonie aufgebaut wurde.  Das Spiel kann sie Kolonisten nennen, aber die große Mehrheit der Spieler wird begreifen, daß es sich um Sklaven handelt und daß, obwohl sie die Implikationen ignorieren mögen, um das Spiel zu spielen (ich weiß, daß wir das tun), ist das Spiel unehrlich, indem es diese Tatsache zu verstecken sucht.” (Originalzitat:  "...Slavery was intrinsic to the Spanish Colonies and is the basis upon which they were built, pretending it never happened like this particular game does is dangerous and sanitises history. Those forcibly ripped from their homes might have been colonists in the broadest sense, in that without them the colony simply wouldn't have existed and they were the foundational point upon which the colony was built. They can be called colonists by the game but the vast majority of players will understand they are slaves and, although they might ignore the implications in order to play the game (I know we do), the game is dishonest in trying to hide it.")

## Computerspiel
Im Jahr 2006 veröffentlichte bhv Software eine Windows-PC-Version, die von Dartmoor Softworks entwickelt wurde. Diese 1:1-Umsetzung des Spiels bietet dem Spieler wahlweise eine klassische Brettansicht oder einen 3D-Modus. Des Weiteren beinhaltet das Spiel 24 neue Gebäude und ist sowohl gegen Computergegner als auch im Multiplayer-Modus gegen andere Menschen spielbar. Alea, Ravensburger und Autor Andreas Seyfarth sowie Stefan Brück waren an der PC-Umsetzung aktiv beteiligt.
Nachdem es lange auf der Brettspielwelt möglich war, das Spiel online gegen andere Spieler zu spielen, wurde dieses Angebot 2007 eingestellt, nachdem Ravensburger die Rechte an der elektronischen Umsetzung an Microsoft übertragen hatte. Bis dato ist noch unklar, ob Microsoft gerade eine Computerspielumsetzung entwickelt. Seit dem 31. Januar 2010 ist das Spiel wieder in der Brettspielwelt spielbar.
Seit 2011 vertreibt Ravensburger eine von Codito Development entwickelte Umsetzung des Spiels für das Apple iPad.